# یوشی تاکاهاشی
یوشی تاکاهاشی (ژاپنی: 高橋 祐翔؛ زادهٔ ۱۹ سپتامبر ۲۰۰۱) یک بازیکن فوتبال اهل ژاپن است.
از باشگاه‌هایی که در آن بازی کرده‌است می‌توان به باشگاه فوتبال اوئیتا ترینیتا اشاره کرد.